# Familia (film 2023)
Familia è un film del 2023 diretto da Rodrigo García.

## Trama
Una particolare famiglia messicana si riunisce esplorando le difficoltà della convivenza e discutendo su una decisione che li cambierà per sempre.

## Distribuzione
Il film è stato distribuito sulla piattaforma Netflix a partire dal 15 dicembre 2023.